# Шелихов (проток)
Шелихов (на английски: Shelihof Strait) е проток в северната част на Тихия океан, отделящ полуостров Аляска на северозапад от островите Кодиак и Афогнак на югоизток, свързващ залива Кук на североизток с Тихия океан на югозапад, разположен покрай южния бряг на щата Аляска. Дължината му е около 350 km, ширината му варира от 48 до 150 km, а преобладаващите дълбочини са от 150 до 200 m. Бреговете му са стръмни, скалисти и силно разчленени от множество малки заливи – Уяк, Уганик, Малина, Параманов (по бреговете на островите Кодиак и Афогнак); Хало, Кукак, Кинак, Географ, Пол, Уайд (по бреговете на полуостров Аляска) и дълги и тесни полуострови между тях. Приливите са полуденонощни. През протока преминава силно приливно течение със скорост до 15,5 km/h. На брега на остров Кодиак са разположени малките селища Карлук и Ларсен Бей. Протокът е наименуван в чест на видния руски търговец, предприемач и основател на първите руски селища в Аляска Григорий Шелихов (1747 – 1795).